# 朱友貞
梁末帝朱友貞（888年10月24日—923年11月18日），後改名朱瑱、朱鍠，五代時期後梁皇帝，為後梁太祖朱温的嫡子，母张夫人。
913年發動政變推翻弑父篡位的异母兄朱友珪後即位，在位期間信任趙岩、張漢傑等小人，在梁晉爭霸中屢次失利喪失河北地區，最後在唐軍攻入汴梁前自殺，亡国后被后唐追废为庶人，史稱梁末帝、梁均王、梁少帝。朱友貞在位10年，在五代諸帝中在位年期最長。

## 生平
朱友貞在朱全忠篡唐後，被封為均王。後梁開平四年（910年）被任命為東京馬步軍都指揮使。後梁乾化二年（912年），郢王朱友珪弒朱全忠自立，大量封賞將兵以圖收買人心，朱友貞當時亦被任命為東京（大梁，今河南開封）留守，開封府尹。然而包括朱友貞在內的眾多官員、將領仍然對朱友珪的行為十分不滿。
鳳曆元年（913年），朱友貞與朱全忠之婿趙霖、朱全忠之甥袁象先、將領楊師厚等人密謀政變。袁象先首先發難，率禁軍數千入殺入宮中，朱友珪無法逃脫，由左右將其殺死。朱友貞遂在大梁稱帝，取消朱友珪的鳳曆年號，仍使用朱全忠的乾化年號，改回為乾化二年。朱友貞雖然登上帝位，但是他接手的是一個外患內亂即將不斷引爆的帝國。他信任心腹趙霖、國舅張漢鼎、張漢傑等張家兄弟，但此輩無甚作為，國勢日衰。后梁北方的晉國，日益強大，913年李存勗滅桀燕。
乾化五年（915年），朱友貞改元貞明。同年，天雄節度使（魏博節度使）楊師厚去世，魏博自唐末即以地廣兵強著稱，朱友貞藉此機會分割天雄軍為二，卻引起兵變，歸降晉國。該年（915年），朱友貞亦被康王朱友敬（一作朱友孜）派人行刺，此事件之後，朱友貞漸漸疏遠宗室，只信任心腹的幾個人。
貞明二年（916年），在與晉的數場會戰敗北後，後梁黃河以北之地幾乎全部喪失。之後的數年間，後梁與晉持續戰鬥，然而勝少敗多，領土不斷地被蠶食。貞明七年（921年），朱友貞改元龍德。龍德三年（923年），李存勗即後唐帝位。朱友贞命段凝统军与其决战，但梁将康延孝叛变，对李存勖出卖段凝的作战计划，并献计直取大梁。于是李存勖率军渡过黄河直取大梁，勢如破竹，朱友貞因主力都被段凝带去河北，自认为无力抵抗，在後唐軍攻入大梁的前夕，命控鶴都將皇甫麟將他殺死，後梁亦隨之亡國。
李存勗佔領大梁後，得知朱友貞已死，憮然歎曰：「敵惠敵怨，不在後嗣。朕與梁主十年對壘，恨不生見其面。」隨後命令河南尹張全義收葬之，但將其首級藏於太廟。後晉天福二年（937年）五月，石敬瑭命令收太廟內所藏的唐朝罪人首級，由骨肉或先舊僚屬收葬。右衛上將軍婁繼英請求收葬朱友貞首級，後因婁繼英獲罪，石敬瑭命令左衛上將軍安崇阮收葬。

## 評價
- 唐莊宗：“棄德崇奸，窮兵黷武，戰士疲勞於力役，蒸民耗竭其膏腴。”[1]
- 《舊五代史》：“末帝仁而无武，明不照奸，上无积德之基可乘，下有弄权之臣为辅，卒使劲敌奄至，大运俄终。虽天命之有归，亦人谋之所误也。惜哉！”[2]
- 司馬光：均王膏梁之子，材不過人，棄敬翔、王彥章而用趙岩、張歸霸，以與莊宗為敵，能無亡乎？[3]

## 家庭

### 兄弟
1. 郴王朱友裕
2. 博王朱友文
3. 郢王朱友珪
4. 福王朱友璋
5. 贺王朱友雍
6. 建王朱友徽
7. 康王朱友孜

### 妻妾
- 德妃张氏，正室妻子，后封为德妃
- 次妃郭氏，具体封号不详，后梁亡后，入后唐庄宗李存勗后宫，最终出家为尼

### 子女

#### 女
1. 寿春公主，乾化三年四月五日封
2. 寿昌公主，贞明元年九月二十三日封
3. 晋安公主，或作普安公主

## 書法
朱友貞愛好書法，多用行書，筆勢結密，《宣和書譜》載其行書《正明勑》藏於北宋宮中。

## 影視形象

### 電視劇
| 年份   | 地區 | 作品       | 演員   |
| 2020年 | 中國 | 《狼殿下》 | 王加一 |

| 無 原因：后梁封之           | 後梁均王 907年－913年     | 無 原因：均王登基，封國撤消         |
| 兄郢王朱友珪 原因：弑之即位 | 中國後梁皇帝 913年—923年  | 無 原因：後梁覆亡                   |
| 兄郢王朱友珪 原因：杀之即位 | 中國中原皇帝 913年—923年  | 後唐：李存勗（後唐莊宗）            |
| 政府职务                    |                           |                                     |
| 前任： 薛贻矩 守司空        | 后梁檢校司空 910年－913年 | 空缺下一位持有相同頭銜者：兢 守司空 |